# Рудолф I (епископ на Констанц)
Рудолф I фон Хабсбург-Лауфенбург (на немски: Rudolf von Habsburg-Laufenburg; † 3 април 1293, Цюрих) от род Хабсбург, е от 1274 до 1293 г. княжески епископ на Констанц. Той е вторият граф на Хабсбург-Лауфенбург, регент на ландграфство Клетгау (1271 – 1288, опекун на племенника му Рудолф III) и регент на графство Кибург (1284 – ок. 1290, опекун на Хартман I).

## Биография
Той е син на граф Рудолф III фон Хабсбург-Лауфенбург († 1249) и на съпругата му Гертруд фон Регенсберг (* ок. 1200; † 1264), дъщеря на граф Луитолд V фон Регенсберг. Крал Рудолф I фон Хабсбург е негов братовчед.
От 1255 до 1262 г. той е каноник в Базел, а от 1259 г. свещеник. От 1266 г. следва право в Болоня. През 1274 е избран за епископ и е помазан през 1275. г. в Лозана от папа Григорий X.